# La Trinca
La Trinca era un grup de música i espectacle català format per Josep Maria Mainat, Toni Cruz i Miquel Àngel Pasqual. Va ser un dels fenòmens musicals i escenogràfics més populars de la dècada dels 70 i primers anys vuitanta als Països Catalans. La seva original proposta artística es basava en la crítica social i política sempre amb humor, fent paròdia, i amb atrevides posades en escena.

## Història

### Inicis
Josep Maria Mainat i Toni Cruz solien agafar el mateix tren per anar a Barcelona, fent així coneixença i formant un temps després un primer conjunt amb Joan Titus., però la marxa de Titus per fer el servei militar va fer que s'hagués d'incorporar un nou membre per tocar el baix. L'escollit seria en Miquel Àngel Pasqual.. En aquella època (meitat dels anys 60), es comptabilitzaven a l'entorn d'uns dos mil conjunts musicovocals només a la província de Barcelona, la qual cosa vol dir que la majoria podia actuar amb una certa regularitat.. El primer conjunt que formarien era un quintet anomenat "The Vikings", format per Mainat (guitarra), Cruz (orgue elèctric), Pasqual (baix), un tal Mediavilla (guitarra solista) i Josep Mas (bateria)
Els primers repertoris de The Vikings estaven farcits de cançons expressament per ser ballades: això volia dir controlar el repertori de tangos, boleros, valsos i txa-txa-txa; així com la última cançó de moda.. A totes les seves actuacions, enmig dels ritmes del moment, sempre sortia alguna creació pròpia, així com alguna peça del folklore català, passat pel sedàs del seu sentit de l'humor.. Durant aquells anys es fan un munt d'actuar en petits night-clubs i en hotels. També van decidir catalanitzar-se el nom, passant a ser "Els Víkings".
La seva voluntat era anar professionalitzant-se, amb una cada vegada major exigència tècnica i procurant oferir una posada en escena impecable (la qual cosa comportava cotitzar-se més i apujar-se el catxet) i adopten un nom nou: els Enfants Terribles, incorporant al seu repertori versions de temes d'Elvis Presley o de The Beatles.
També en aquest moment (1968) canvien de bateria i fitxen en Guillem Coll. Aquell estiu són contractats per tocar tota la temporada a la plaça de braus de Sant Cebrià de Vallalta. L'actuació tipus era una part de cançons de moda i una segona part de repertori de cançons de taverna de diferents tradicions europees; i on hi colaven alguna cançó en català (tipus "La lluna, la pruna"). També són convidats per un conjunt d'Arenys, Els Seràfics a actuar a un espectacle, animant-los a cantar en català, concert que seria un èxit i que els faria prendre consciència que l'opció de cantar en català podia ser un factor clau. A més, la polèmica de Joan Manel Serrat en negar-se a cantar al Festival de la Cançó d'Eurovisió 1968 si no podia fer-ho en català significava que el fet que un grup decidís cantar en català adquiria un grau important de compromís polític.

### Salvador Escamilla i el Radioscope
Radioscope, creat i presentat per Salvador Escamilla, era un programa matinal emès per Ràdio Barcelona que es dividia en espais curts i variats, amb actuacions d'humoristes, comentaris de les notícies que apareixien a la premsa i música en directe, i sempre amb presència de públic. Va ser la plataforma més important de llançament "mediàtic" dels cantants catalans de l'època: Josep Maria Espinàs, Delfí Abella, Quico Pi de la Serra, Enric Barbat, Xavier Elies, Martí Llauradó, Guillermina Motta, Maria del Carme Girau, Joan Ramon Bonet, Maria Amèlia Pedrerol, Joan Manel Serrat, Maria del Mar Bonet, Rafael Subirachs, Lluis Llach, Raimon, Marina Rossell o Núria Feliu. Així, Josep Maria Mainat, públic ocasional del programa, va veure que no calia tenir un disc publicat per fer-se sentir; i el febrer de 1969 van actuar al programa d'Escamilla per primera vegada. I pel que sembla, tot just el dia abans d'anar-hi van decidir de nou canviar-se el nom, aquest cop pel definitiu de La Trinca. A partir d'aquell dia, Escamilla els convidà regularment a participar al programa.
Poc després, Escamilla els posà en contacte amb Claudi Martí, màxim responsable de la discogràfica Edigsa; i pocs dies més tard, La Trinca signà el seu primer contracte discogràfic. L'abril de 1969 publicarien el seu primer vinil, titulat, genèricament, La Trinca, treball que va tenir una excel·lent acollida en els mitjans de comunicació i que els feu rebre el Premi Sant Jordi de Barcelona. Tot i que el públic des d'un inici els feu costat incondicionalment, la crítica els acusava de frívols, poca-soltes i superficials
A finals de 1969 editen el seu primer LP, Tots som pops, amb més de cent mil còpies venudes., encara que llavors la crítica no sabia com interpretar aquell fenomen. El 1970 van fer el primer videoclip de l'estat espanyol amb la cançó Tots som pops.
El 25 de novembre de 1970 van estrenar l'espectacle Pebrots i cuplets al teatre Poliorama, amb direcció escènica de Mario Gas. L'espectacle es va convertir en un encert sonat, esgotant entrades diàriament i havent de prorrogar. Aquell mateix any també publicaren un LP amb les cançons de l'espectacle, Festa Major. L'enorme popularitat que assolí en poc temps el seu hit indiscutible, Festa Major, feu que entressin de ple en els principals circuits comercials.
L'abril de 1971 estrenaven un nou LP i un altre espectacle, Trincar i riure. L'espectacle es va presentar al Teatre Espanyol del Paral·lel barceloní; i els números del show tenien un aire més modern i les lletres eren ja un pel més atrevides. Les funcions es van allargar tres setmanes, amb totes les localitats exhaurides..
Aquell mateix 1971 editarien L'orgue de gats, un treball dedicat íntegrament a l'univers infantils, amb una generosa col·lecció de versions de cançons populars amb els textos oportunament adaptats.
Amb la marxa al servei militar d'en Miquel Àngel, en Josep Maria i en Toni col·laboren al disc d'Edigsa Història de Catalunya amb cançons.

### Debut televisiu i nous espectacles
Al març de 1972 fan la primera incursió a la televisió, amb un programa especial d'una hora per a Televisió Espanyola. En aquell mateix període estrenen Xauxa al Teatre Espanyol, de nou dirigit per Mario Gas i amb les Germanes Ros i la col·laboració de Jaume Picas, que a causa de l'enorme èxit de públic van haver de perllongar sis setmanes les actuacions.
Aquell mateix any realitzen un treball titulat Bestiari, espectacle construït a partir de textos de Joan Oliver, amb música de La Trinca i direcció de Ventura Pons La Trinca va produir aquell enregistrament sota el nom de la seva pròpia productora, Pebrots Enterprise.
L'any següent enregistrarien un altre treball, Ca barret!, amb lletres de Jaume Vidal Alcover i Maria Aurèlia Capmany.. Amb aquest disc, La Trinca començà a adquirir unes certes cotes de prestigi entre els cercles intel·lectuals., trobant-se també davant dels atacs de diversos sectors de l'extrema dreta, que no suportaven aquella ironia.. L'espectacle era de petit format, representant-se a La Cova del Drac.
El 23 de febrer de 1973 realitzen un nou programa especial per emetre a Televisió Espanyola, de 45 minuts de durada, titulat Gran especial de La Trinca, rodat a exteriors de Canet de Mar.
El 21 d'abril La Trinca estrena al teatre Romea l'espectacle Mort de gana show; un projecte farcit d'esquetxos i cançons sense lligam argumental, amb textos de Terenci Moix, Maria Aurèlia Capmany, Jaume Vidal Alcover i Jordi Teixidor; i comptava amb la col·laboració a l'escenari de la Rosa Maria Sardà, l'Enric Pous o l'Elisenda Ribas.. A l'octubre tornarien al Romea tot posant damunt l'escenari els millors moments de Mort de gana show i Trincar i riure. A causa de la gran demanda del públic, reposarien al 1974 Mort de gana show al Romea.

### Més enllà de la música
Seguint l'estela del festival de Woodstock, celebrat el 15 d'agost de 1969 a Nova York, La Trinca organitzà el 1974 les Sis Hores de Cançó a Canet de Mar,. L'embrió fou un acte que organitzà el Grup de Pioners de Canet el 1969 El setembre de 1971 es feu la primera edició de les Sis Hores, amb una assistència de 1.800 persones; que serien 2.500 el 1972 i 5.000 el 1973.. Des de 1974 i fins a la darrera edició el 1978, l'organització va estar a càrrec de Pebrots Enterprises..
El 1974 componen i produeixen la música d'un espectacle titulat Tartan dels micos contra l'estreta de l'Ensanxe, de Terenci Moix.; i a través de Pebrots Enterprises van produir el primer disc de Pere Tapias o a Dolors Laffitte.
El 1976 van organitzar la primera edició del festival Canet Rock

### Nous projectes
El novembre de 1975 la Trinca va treure el disc Trincameron un disc amb lletres de Maria Aurèlia Capmany i Jaume Vidal Alcover que s'inspiraven en els contes del Decameró de Boccaccio.; i al març de 1976 estrenen al teatre Tívoli l'espectacle Set anys i un dia de cançons, després de gairebé tres anys de no estrenar res.. A més, incorporaven el mestre Francesc Burrull a la direcció musical. En no poder prorrogar al Tívoli, van reestrenar al Romea al cap d'un mes i, més endavant, al teatre Apolo.. El dia de Sant Jordi sortia al carrer per primera vegada el diari Avui; i La Trinca va celebrar l'esdeveniment convidant a veure gratuïtament el seu espectacle a tothom que es presentés al teatre amb un exemplar del diari.
L'any 1976 va ser el darrer en la col·laboració entre La Trinca i Edigsa, amb l'enregistrament del LP Opus 10, disc on tornava a reblar el clau de la sàtira política i els dobles sentits, però, sempre fent fintes per poder tocar segons quins materials sensibles sense prendre massa mal..

La Trinca al Teatre Romea el 1977

El 29 d'octubre, el diari El País publica una nota on senyala cent títols de cançons qualificades com a "no radiables" per la Dirección General de Radiodifusión y Televisión; relació on La Trinca figura entre els autors més prohibits.
Al gener de 1977 La Trinca porta al Teatro de la Comedia de Madrid Set anys i un dia de cançons, gaudint de l'elogi de la crítica.
El 9 d'abril del mateix 1977 van estrenar al Teatre Romea l'espectacle Trempera matinera. Es tractava d'una posada en escena estructurada a partir de tot un enfilall de cançons i d'esquetxos i, com sempre, tot sota un prisma gruixut, crític i ple a vessar de sarcasmes. Espectacle que, la encara present censura franquista no va donar el vistiplau a la proposta fins ben bé el dia anterior a l'estrena..
Finalment, La Trinca va signar contracte amb la multinacional discogràfica Ariola. Edigsa, davant la pèrdua d'una de les seves principals fonts d'ingressos, van editar un darrer LP titulat Vestits de milionaris..
Ja a Ariola, La Trinca edità una selecció del seu repertori més reeixit en un doble àlbum titulat Set anys i un dia de cançons.
La tardor d'aquell 1977 editaren l'àlbum Trempera matinera
El 14 de febrer de 1978 presentaren al Teatre Barcelona de la Rambla de Catalunya el seu nou muntatge musical, un espectacle titulat Pel broc gros.. Així mateix, tornaren a Madrid, al Teatro Martín, amb l'espectacle Trempera matinera, de nou amb els subtítols.
Aquell mateix any se'ls presentà l'oportunitat de realitzar una gira d'un mes per l'illa de Cuba, tocant al palau de vidre de Tropicana o al Teatro Carlos Marx de La Habana. El públic cubà els rebé d'allò més bé i amb total complicitat.
Mesos més tard editaven el LP Don Jaume el Conquistador, qualificat de "sarsuela-rock". Es tractava de musical l'oblidada obra satírica de Pitarra. Aquell àlbum tan innovador i atípic va ser escrit a partir d'unes lletres desacomplexadament directes i, de vegades, voluntàriament grolleres, motiu pel qual mai no van sonar per ràdio.
L'octubre de 1979 La Trinca publicava el disc Pel broc gros, sota el segell d'Ariola., format per cançons de contingut polític que feien referència explícita als temes que en aquells moments preocupaven la ciutadania.
El març de 1980 rebrien el premi Disc Català de l'Any, concedit per Ràdio 4.
El març de 1981 aparegué un nou treball, titulat Nou de Trinca. Aquell mateix any estrenaren l'espectacle Nou de Trinca al Teatre Barcelona amb un èxit sense precedents, fet que els obligà a reposar-lo al cap d'un any durant una llarga temporada, aquest cop al teatre Tívoli. L'èxit fou tan extraordinari que van acabar concedint-los el disc de platí per aconseguir vendre la xifra rècord de 150.000 còpies en poc temps, tot i que en total n'arribarien a despatxar més de 300.000 exemplars.

### La Trinca en castellà
L'estiu de 1983 la Trinca edità el seu primer treball en castellà, que titularen Quesquesé se merdé. Uns mesos abans ja havien anunciat la seva intenció de fer el pas davant la perplexitat generada, tot i que sempre que actuaven a Catalunya ho seguien fent exclusivament en català. El juliol d'aquell any presentaren l'espectacle Quesquesé se merdé al Palacio del Progreso de Madrid, i aconseguiren obtenir la major recaptació de tots els espectacles d'aquella temporada a la ciutat..
Paral·lelament van començar a actuar a Televisión Española, primer en una sèrie de programes, emesos des de Barcelona, presentats per Mercedes Milà, fins a actuar al Un, dos, tres de Chicho Ibáñez Serrador El Un, dos, tres tenia uns vint-i-sis milions d'espectadors d'arreu de tot Espanya.
La nit de cap d'any de 1984 van realitzar el programa especial de Cap d'Any a TV3, un espai titulat Bon 84, dirigit per Àngel Casas.
L'abril de 1984 realitzen el seu primer programa en castellà, Psico Trinca, pensat per a ser emès per Televisión Española..

### Darreres actuacions en directe i salt a la televisió
El 1985 publicaren en català un nou disc, titulat És que m'han dit que..., i en castellà Sinanimus Molestandi, de nou versions en castellà de velles cançons
El febrer de 1986 van publicar un nou disc en català, Trinca, sexe i rocanrol, i dues setmanes més tard en presentaven la versió en castellà.
El desembre de 1986 s'anuncià que La Trinca faria un programa setmanal a TV3, estrenant-se el 9 de gener de 1987, i que es titulava No passa res. El programa es plantejava com un espectacle d'humor, amb esquetxos i cançons, amb un convidat al qui se li feia una entrevista desenfadada. La filosofia bàsica era que funcionés a manera de collage d'espais breus, per tal d'aconseguir un ritme espectacular. El programa va ser un èxit d'audiència i els va fer guanyar un Premi Ondas de televisió. En aquell programa, a més, estrenarien alguns dels temes que més endavant van formar part del seu darrer disc, Marro!, títol inspirat en una expressió que va fer fortuna al programa. Al juliol, La Trinca elabora un nou format televisiu a partir d'una selecció dels millors esquetxos d'aquell espai, que es titularia Guatia què fan ara, una sèrie de dotze programes de mitja hora que s'emetien el dijous al vespre en prime time.
El 9 de desembre de 1987 la Trinca va publicar el seu darrer disc d'estudi de la seva carrera musical, Marro!. Aquell any també van fundar una companyia de producció audiovisual: Gestmusic, abandonant la música i els escenaris per dedicar-se a la producció televisiva des de darrere les càmeres. Van crear Gestmusic en un moment clau del panorama televisiu, que vivia el naixement de nombroses emissores arreu.
El Nadal de 1987, la Trinca protagonitzà la campanya publicitària de la marca de cava Castellblanch
Davant l'èxit a TV3, Televisión Española els encarrega un programa en castellà per a tot Espanya. La Trinca repetí la fórmula en un programa que s'anomenà Tariro, tariro, una proposta mediàtica que assolí quotes de pantalla realment notables, estrenant-se el 18 d'octubre de 1988 de 21:15 a 22:15.
Però l'absorbent feina a la televisió acaba significant la fi del grup musical. Com deia Josep Maria Mainat "El fet de deixar d'actuar no va ser una decisió presa a consciència, la nostra idea era continuar fent gires. Però ho vam deixar anar posposant, primer pel No passa res a TV3, després pel Tarito, tariro a la TVE de Pilar Miró, i ja no vam fer cap més gira..
L'última actuació formal de la Trinca a través de la pantalla petita va ser l'any 1990, en ocasió d'un programa especial de cap d'any.
El 1993, la discogràfica PDI decidí reeditar els discos de l'etapa amb el segell Edigsa; i l'any 1999, BMG/Ariola publicà un doble àlbum titulat, genèricament, La Trinca: tots els èxits.

### Final
Set anys després, un dels components de la Trinca, Miquel Àngel Pascual, va abandonar la companyia i va vendre una part de Gestmusic a una de les multinacionals més potents del mercat audiovisual, l'holandesa Endemol.
Després de reunir tots els discs de la primera discogràfica, l'any 2007, 20 anys després de la dissolució del grup, va sortir a la venda un recopilatori de les seves millors cançons.
Entre 2009 i 2010 Gestmusic va estrenar a TV3 un programa de televisió anomenat Buscant la Trinca, on 20 anys després, els tres membres reapareixien junts amb la finalitat de "trobar La Trinca del segle XXI". Després dels càstings i de les gales on ells i els espectadors triaven la nova Trinca, els guanyadors: Marc Marginet Sensada, David Moreno Gil i Dídac Flores Rovira van formar La Nova Trinca. Aquests últims van aparèixer com a protagonistes a la pel·lícula musical sobre el trio de Canet de Mar, "La Trinca: la biografia no autorizada".
El 25 de setembre de 2015, La Trinca es va tornar a reunir per pujar de nou a un escenari, al míting final de campanya de "Junts pel Sí" que es va celebrar a l'avinguda Maria Cristina de Barcelona. Davant d'uns 70.000 assistents, La Trinca va oferir una versió, juntament amb el grup "Sabor de Gràcia", de la coneguda cançó "Volem pa amb oli" (popularitzada per Peret) que ben aviat es va convertir en «Volem ser lliures» per acabar dient que «Independència volem, si no ens la donen l'agafarem».
Va rebre la Creu de Sant Jordi l'any 2019 "pels seus cinquanta anys de trajectòria artística".
El 2023, en ocasió del comiat del Camp Nou abans de la seva remodelació, la Trinca realitzà una adaptació de "L'hora dels adeus" per acomiadar l'estadi, amb el títol "Fins aviat, Camp Nou", que va ser interpretada per la cantant Beth Rodergas a l'estadi el 28 de maig de 2023.

## Discografia

### Àlbums de La Trinca
- 1969: Quin nas!
- 1969: Si has begut...
- 1969: Tots som pops[80]
- 1970: Festa Major
- 1970: A collir pebrots
- 1970: Bones festes
- 1971: Trincar i riure
- 1971: L'orgue de gats
- 1971: La Trinca - edició especial Círculo de Lectores -
- 1972: Bestiari
- 1972: Història de Catalunya amb cançons
- 1972: Xauxa
- 1973: Ca Barret!
- 1973: Mort de gana
- 1974: Botifarra de pagès
- 1974: Rambla avall
- 1975: Trincameron
- 1976: Opus 10
- 1977: Trempera matinera
- 1977: 7 anys i 1 dia de cançons
- 1977: Èxits
- 1977: Vestits de milionaris
- 1978: Don Jaume el Conquistador
- 1978: La Trinca - Ara ja amb llibertat
- 1979: Pel broc gros
- 1979: El millor de La Trinca
- 1980: Que bonica ets Barcelona
- 1981: Nou de Trinca
- 1981: La Trinca - 1969 / 1976
- 1981: La Trinca - 1977 / 1980
- 1981: La Trinca - Antologia 1969 / 1976
- 1983: Quesquesé se merdé (castellà)
- 1983: Las hermanas sisters (castellà)
- 1985: És que m'han dit què...
- 1985: Sinànimus molestandi
- 1986: Trinca, sexe i rocanrol
- 1987: La Trinca - Marro
- 1999: La Trinca. Tots els èxits
- 2007: La Trinca. 20 anys de cançons

### Col·laboracions
- 1971 - Història de Catalunya amb cançons - 33 rpm (Edigsa), editat posteriorment en CD, reeditat per Picap el 2007. Col·laboració de dos dels components de la Trinca -en Toni Cruz i en Josep Maria Mainat- amb la cantautora Guillermina Motta (Nova cançó, Setze Jutges), més el Cor infantil de l'Escola Virtèlia i la veu de l'Àngels Moll com a narradora. Text i lletres de Jaume Picas, música d'Antoni Ros-Marbà.[81][82]
- 2010 - Miquel Àngel Pascual, col·labora en l'espectacle "Mentre hi hagi peles!". Un musical a partir de cançons de La Trinca interpretat per persones amb problemàtica derivada de malaltia mental.

## Televisió
- 1987: No passa res (TV3)
- 1987: Guaita què fan ara! (TV3)
- 1988: Tariro-tariro (TVE)
- 1989: Barres i estrelles! (TVE Catalunya)
- 1989: Tariro verano (TVE)
- 2009-2010: Buscant la Trinca (TV3)

## Premis
- Premi Enderock d'Honor - als 50 anys de carrera (2019)